# John Cecil (4e comte d'Exeter)
Pour les articles homonymes, voir John Cecil et Cecil.
John Cecil, 4e comte d'Exeter (1628 – février 1678), titré Lord Burghley, de 1640 à 1643, est un pair anglais.

## Biographie
Il hérite du comté de son père David Cecil (3e comte d'Exeter) en 1643.
Il est le co-Lord Lieutenant du Northamptonshire de 1660 à 1673 ; après 1673, il devient Lord-Lieutenant pour l'Est du Northamptonshire, tandis que le comte de Peterborough s'occupe de l'Ouest. De 1660 à 1676, il est enregistreur de Stamford, et en novembre 1660 Keeper of the West Hay, et bailli de Cliffe, Rockingham Forest.
Il épouse Frances Manners (c. 1636 – 1660 ou 1669), fille de John Manners (8e comte de Rutland), avec laquelle il a deux enfants qui ont atteint l'âge adulte :
- John Cecil (5e comte d'Exeter) (c. 1648-1700)
- Frances Cecil (d. 1694), épouse John Scudamore (2e vicomte Scudamore).

Après la mort de sa première épouse, il épouse une veuve, Marie Fane, fille de Mildmay Fane (2e comte de Westmorland).